# Huiron
Huiron település Franciaországban, Marne megyében. Lakosainak száma 302 fő (2022. január 1.). Huiron Glannes, Courdemanges, Frignicourt, Humbauville és Sompuis községekkel határos.

## Népesség
A település népességének változása:
| Lakosok száma | 304  | 286  | 298  | 317  | 303  | 302  | 302  | 304  | 303  | 302  |
|               | 1968 | 1982 | 1990 | 2006 | 2013 | 2015 | 2017 | 2019 | 2020 | 2022 |